# Vanilla Sky
Vanilla Sky är en amerikansk film från 2001 i regi av Cameron Crowe, med Tom Cruise, Penélope Cruz och Cameron Diaz i rollerna. Filmen är en nyinspelning/remake av  Alejandro Amenábars film Open Your Eyes från 1997.

## Handling
David Aames (Tom Cruise) är en ung, snygg förlagspamp med gott om pengar som kan få allt han önskar. Ändå verkar det som om något saknas i Davids liv. En kväll träffar han sin drömkvinna Sofia (Penélope Cruz) och tror sig ha funnit den pusselbit som fattades. Men ett ödesdigert möte med den svartsjuka älskarinnan Julie (Cameron Diaz) vänder upp och ner på Davids tillvaro och skickar in honom i ett kaos av romantik, sex, misstänksamhet och drömmar.

## Rollista (i urval)
| Tom Cruise      | – David Aames             |
| Penélope Cruz   | – Sofia Serrano           |
| Cameron Diaz    | – Julianna 'Julie' Gianni |
| Kurt Russell    | – Dr. Curtis McCabe       |
| Jason Lee       | – Brian Shelby            |
| Noah Taylor     | – Edmund Ventura          |
| Timothy Spall   | – Thomas Tipp             |
| Tilda Swinton   | – Rebecca Dearborn        |
| Michael Shannon | – Aaron                   |
| Johnny Galecki  | – Peter Brown             |
| Ken Leung       | – Art Editor              |
| Mark Kozelek    | – Dude, Fix Your Face Guy |

## Om filmen
- Vanilla Sky är regisserad och skriven av Cameron Crowe, baserad på Alejandro Amenábars film Open Your Eyes (1997). Catherine Hardwicke var filmens produktionsdesigner.
- Filmen blev utsedd till den mest förvirrande filmen i en omröstning på LoveFilm.com.[2][när?]